# Metakonsens
Als Metakonsens werden innerhalb der BDSM-Szene umstrittene erotische Rollenspiele bezeichnet, in welchen eine im Vorfeld erteilte einvernehmliche Zustimmung entweder nur zu bestimmten oder zu allen sexuellen bzw. nicht sexuellen Handlungen für beliebig kurze oder lange Zeitspannen bis hin zu zeitlicher Unbegrenztheit, bis auf Widerruf gilt.
Dies kann z. B. Überraschungsmomente sowie fast alle reinen und gemischten Antragsdelikte des Strafrechts umfassen, da unter als für gewöhnlich normal anzusehenden Situationen und Umständen, in denen sexuelle Handlungen ausgeübt werden, keinerlei öffentliches Interesse gegeben ist. Sollte es sich um die meisten gespielten Offizialdelikte handeln, mit im Vorfeld erteiltem Einverständnis, wie dem eines Schauspielers für eine Bedrohungsszene die z. B. erst im zweiten Jahr der Dreharbeiten gedreht wird, so ist auch das nicht strafbar, auch wenn es doch überraschend endet, weil der Schauspieler es inzwischen vergessen hat, da die Tat tatsächlich entweder nie ohne Einverständnis oder physisch stattgefunden hat.
Der englische Begriff „consensual non-consent“ (CNC, einvernehmliche Nichteinvernehmlichkeit) bezeichnet einvernehmliche Handlungen, bei denen Uneinvernehmlichkeit gespielt wird, also sexuelle und andere Straftaten simuliert werden, möglicherweise auch mit Elementen des Metakonsens, was aber nicht sein muss, da auch alles genau besprochen worden sein kann.
Das im Vorfeld erteilte Einverständnis schützt jedoch nicht zwingend davor, dass die Person, die es gegeben hat, nicht doch eine Anzeige erstattet, auch wenn diese eher wenig Aussicht auf Erfolg hätte, speziell wenn das Einverständnis sogar mit einer Bitte und Aufforderung verbunden war und dadurch genauso gut eine Verleitung zu einer Straftat von der einwilligenden Person gewertet werden könnte, in Verbindung mit falscher Verdächtigung.
Das Problem besteht prinzipiell darin, dass die einwilligende Person immer die Möglichkeit haben muss, ihr Einverständnis mit Worten oder Zeichen zurückzuziehen, auch unmittelbar vor einer unmittelbar beginnenden und reaktionsgeschwindigkeitsbezogen nicht mehr rechtzeitig stoppbaren Straftat. Aber auch wenn Unwissenheit nicht vor Strafe schützt wäre das dann wohl ein Unfall ohne große rechtliche Konsequenzen.
Generell sollte BDSM nur von sich den Handlungen klar bewussten Persönlichkeiten mit Risikobewusstsein begangen werden, eventuell im geschützten Rahmen mit Zeugen in einer geschützten Umgebung oder eben unter Vertrauen.

## Anwendung
Bei einem solchen Szenario erhält der Top (aktiver Partner) im Vorfeld vom Bottom (passiver Partner) bewusst die Erlaubnis, nach eigenem Maß über die Grenzen des Rollenspiels bzw. der sogenannten Session zu entscheiden. Im Gegensatz zu den üblicherweise anerkannten Prinzipien des sicheren, vernünftigen und einvernehmlichen Handelns (SSC), bei dem der Bottom jederzeit das Spiel durch Verwenden eines vereinbarten Signals, meist des sogenannten Safewords, beenden kann, wird hier bewusst auf diese Möglichkeit verzichtet. Es wird also zugestimmt, das Spiel gegebenenfalls auch ohne gegenseitiges Einvernehmen fortzusetzen.
Beispielhafte Praktiken in diesem Zusammenhang können die sogenannten Tunnelspiele sein, die, wenn sie einmal begonnen haben, nicht vor Ablauf einer bestimmten Frist beendet werden können (z. B. Verwendung von reizenden, wärmenden Salben oder Figging).
Der Metakonsens lässt sich über den sexuellen Bereich hinaus auch auf die gesamte Partnerschaft ausdehnen (vgl. Total Power Exchange).

## Diskussion innerhalb der BDSM-Szene
Sowohl innerhalb als auch außerhalb der Szene gilt Metakonsens als umstritten.
- Befürworter betonen die Tatsache, dass der Bottom sich auf ein solches Szenario bewusst einlässt und sich nur innerhalb einer gefestigten Beziehung und auf einer soliden Vertrauensbasis auf metakonsensuelle Spiele einlassen würde. Es wird argumentiert, ein erfahrener Top als Partner des Bottoms habe zudem nicht das Interesse, dem Bottom dauerhaft zu schaden, und würde das Spiel bei Auftreten einer realen Gefahr abbrechen.
- Kritiker weisen darauf hin, dass der Bottom dabei ein reales, potenziell nicht einvernehmliches Erlebnis hat und nicht klar ist, ob und zu welchen psychischen Schäden dies führen könnte. Notfälle und Extremsituationen führen nach der kritischen Argumentation innerhalb metakonsensueller Rollenspiele häufiger zu schweren psychologischen Ausnahmesituationen (Absturz).

## Rechtslage
Die Rechtslage ist unklar und stellt sich, je nach nationalen Rahmenbedingungen, sehr unterschiedlich dar.